# Apostel-Paulus-Kirche (Ústí nad Labem)

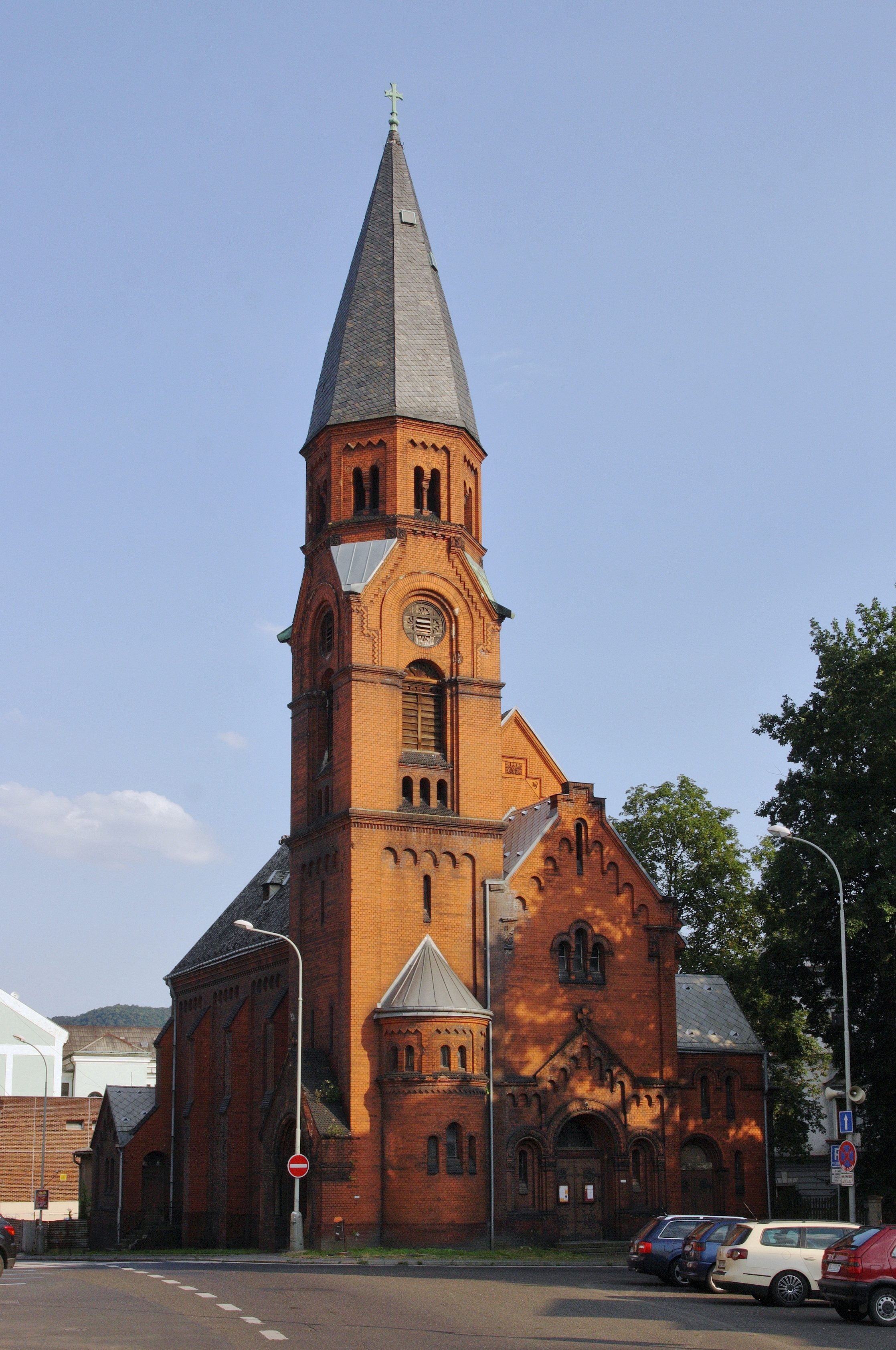
Apostel-Paulus-Kirche

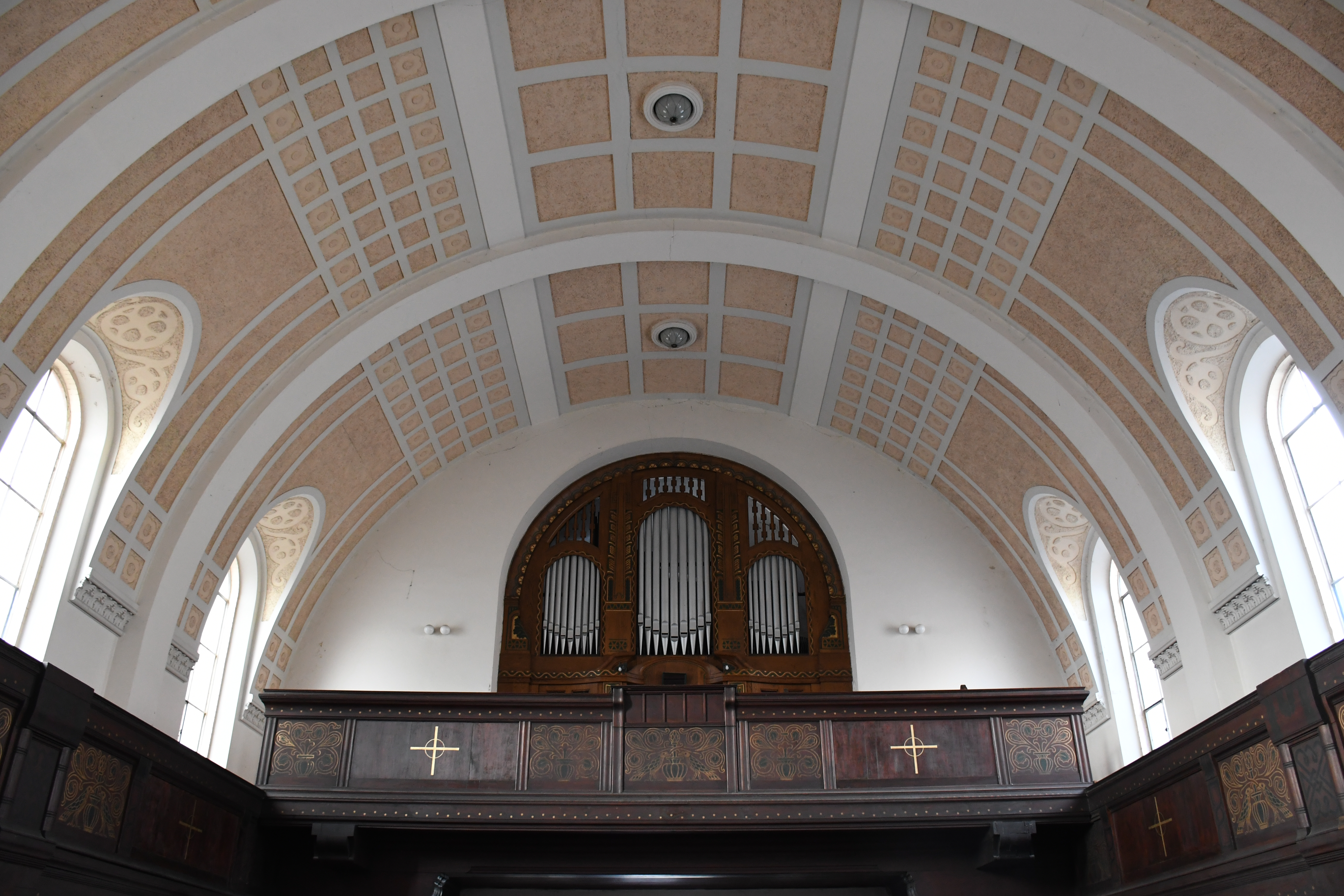
Innenansicht

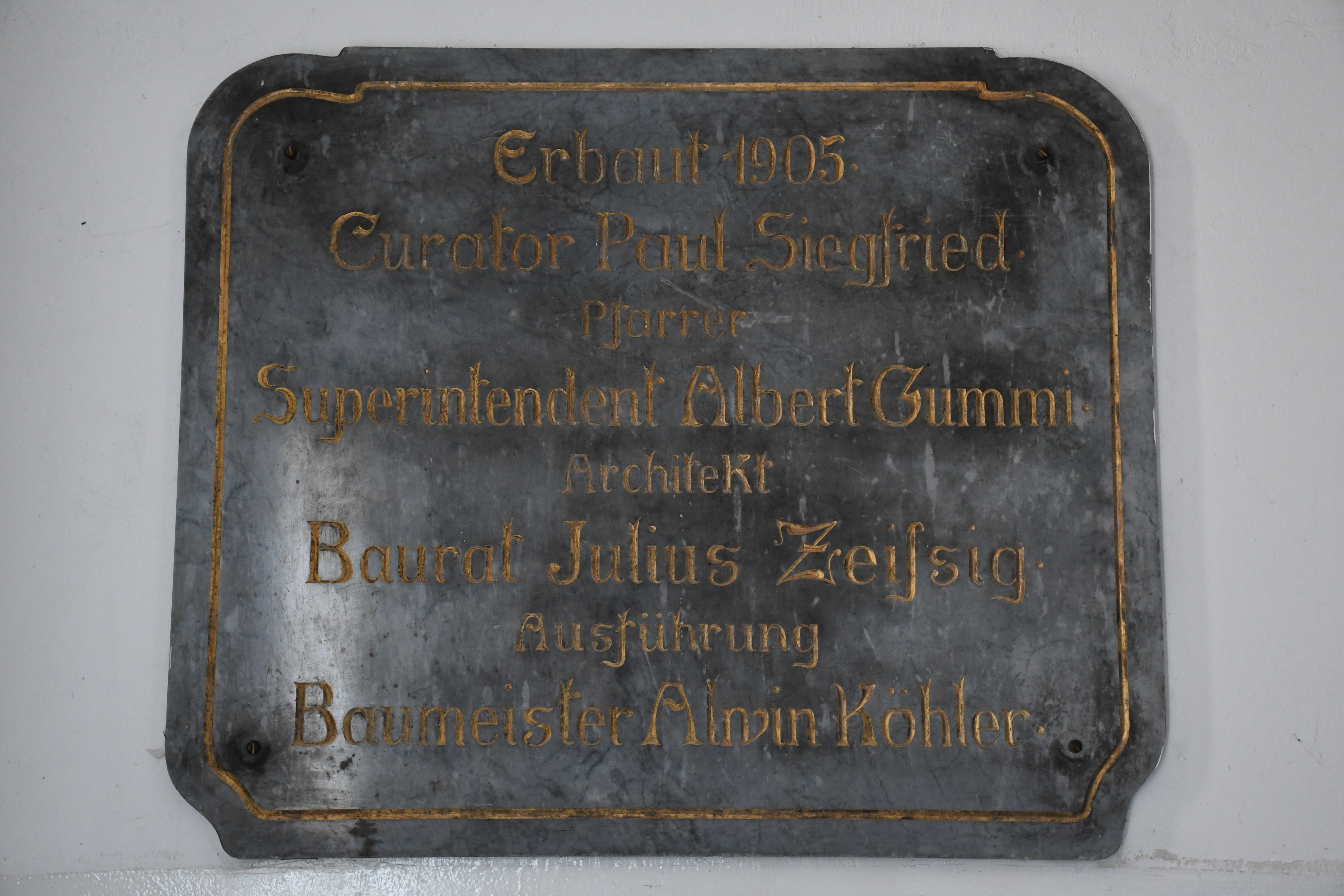
Bauinschrift

Die Apostel-Paulus-Kirche (Kostel apoštola svatého Pavla), auch Rote Kirche, ist die evangelische Pfarrkirche von Ústí nad Labem (deutsch Aussig) in Nordböhmen in Tschechien. Bis 1918 gehörte sie der Evangelischen Superintendentur A. B. Böhmen, danach der Deutschen Evangelischen Kirche in Böhmen, Mähren und Schlesien an. Nach 1945 kam die Gemeinde zur Evangelischen Kirche der Böhmischen Brüder.
Die Kirche steht unter Denkmalschutz.

## Geschichte
Zu Beginn des 16. Jahrhunderts erfolgte in Aussig die Einführung des Luthertums durch Hans von Saalhausen, doch kam die Bewegung ab 1609 unter dem Bürgermeister Johannes Ernst Schosser im Zuge der Gegenreformation zum Erliegen. Erst mit der wirtschaftlichen Entwicklung des Ortes im ausgehenden 19. Jahrhundert, und dann im Zuge der Los-von-Rom-Bewegung, die auf die Etablierung evangelischer Kirchengemeinden in den dominant katholischen Landesteilen des Habsburgerreichs zielte, kam es wieder zur Gründung einer evangelischen Gemeinde. 1873 als Filialgemeinde von Teplitz gegründet, wurde sie 1878 zur selbständigen Pfarre erhoben.  1902 wurde seitens des Presbyteriums ein Architekturwettbewerb für den Bau einer Kirche ausgeschrieben, den der Leipziger Architekt Julius Zeißig gewann. Mit  finanzieller Unterstützung durch den Gustav-Adolf-Verein entstand dann ab 1905 nach seinen Entwürfen, und ausgeführt durch den örtlichen Baumeister Alwin Köhler, der heutige Kirchenbau.

## Architektur
Auf der Grundlage des von ihm im Auftrag des Gustav-Adolf-Verein herausgegebenen Tafelwerks Muster für kleine Kirchenbauten entwarf Julius Zeißig eine Backsteinkirche in Formen der Neoromanik mit asymmetrisch gesetztem Turm und mittigem Portalvorbau, Chorjoch und Apsis. Der ungeteilte, durch ein Tonnengewölbe im Sinne der Neorenaissance geschlossene Innenraum vertritt demgegenüber sehr viel deutlicher in Übereinstimmung mit den Forderungen des Wiesbadener Programms von 1891 die Ideale des protestantischen Kirchenbaus. Die technisch neuartige Gewölbekonstruktion von 11,80 m Spannweite wurde durch ein von dem Bauingenieur Franz Visintini entwickeltes und erstmals hier angewandtes Eisenbetonfachwerkträgersystem ermöglicht.

## Ausstattung
Den Altar der Kirche bekrönt die Kopie der Statue des Segnenden Christus von Bertel Thorvaldsen.